# Saint-Siffret
Saint-Siffret é uma comuna francesa na região administrativa de Occitânia, no departamento de Gard. Estende-se por uma área de 11,28 km². Em 2010 a comuna tinha 1 130 habitantes (densidade: 100,2 hab./km²).